# حسین کمال
حسین کمال (انگلیسی: Hussein Kamal; ۱۷ اوت ۱۹۳۲ – ۲۴ مارس ۲۰۰۳) کارگردان فیلم اهل مصر بود.